# Тимофій (стратег)
Тимофій, також Тимотей (дав.-гр. Τιμόθεος; д/н — 354 до н. е.) — військовий діяч Афінської політії.

## Життєпис
Син афінського полководця Конона та гетери-фракійки. Народився до 414 року до н. е., супроводжував батька під час Коринфської війни, зокрема брав участь у морській битві біля Кніду 394 року до н. е., а потім дій уздовж Малої Азії.
Вперше виступив в ролі командувача в 378 році до н. е. е. під час Беотійської війни між Спартою та Фівами, коли керував афінською ескадрою разом з Хабрієм і Каллістратом.
375 року до н. е. очолив флот у 60 трієр, з яким рушив до Керкіри, де змусив поліси Керкіри і Кефалонії приєднатися до Другого Афінського морського союзу. Після цього в битві біля Алізії завдав поразки спартанському флоту на чолі із Ніколохом. Це призвело до укладання з Афінами союзу з боку Акарнанії, епірського царя Алкета I, племенами афаманів. Під час повернення намагався повалити олігархічний лад на Закінфі, чим спричинив новий конфлікт зі Спартою, яка перед тим уклала перемир'я з Афінами.
373 року до н. е. Тимофія знову було відправлено до Керкіри, якій загрожувала Спарта. Втім той не зміг негайно зібрати екіпажі триєр, тому став це робити на Кікладських островах Егейського моря, які приєднав до Другого Афінського союзу. Афіняни, вирішивши, що Тимофій втрачає час, за позовом Іфікрата і Калістрата притягли його до суду. Після заступництва Алкета I і Ясона Ферського, Тимофія було виправдано, хоча і відсторонений від посади стратега, яку передали Іфікрату.
Після цього Тимофій поступив на службу до перського царя Артаксеркса II, в складі війська якого брав участь у поході на повсталий Єгипет. 370 року до н. е. повернувся до Афін, де був призначений триєрархом.
366 року до н. е. на посаді стратега за рішенням афінських зборів на чолі 30 триєр та 8 тис. вояків рушив на допомогу Аріобарзану II, сатрапу Понта. Втім служив при умові відсутності дій проти Персії. Після початку повстання сатрапа проти Артаксеркса II, Тимофій рушив до о. Самос, який захопив після 9 місяців облоги. Потім без бою зайняв міста Критоту і Сест в Гелеспонті.
364 року до н. е. Тимофій привернув міста Мефон і Підна до союзу з Афінами, потім відняв у Олінфського союзу Торону і Потідею. За цим повернув Візантій до Другого Афінського союзу. У 362 і 360 роках до н. е. е. командував афінськими військами у Амфиполя, який йому захопити не вдалося. У 357 році до н. е. діяв на Евбеї, витіснивши звідти фіванців.
357 року до н. е. з початком Союзницької війни спільно з Іфікратом і Харесом очолив афінський флот. Спочатку він змусив супротивників зняти облогу з Самоса, а потім рушив на Візантій. 356 року до н. е. разом з Іфікратом відмовився підтримати Хареса, оскільки насувалася буря, а тому атакувати ворожий флот було небезпечно. Харес в битві при Ембаті (в Геллеспонті) зазнав поразки. Тоді він звернувся до народних зборів, де звинуватив Тимофія і Іфікрата у зраді. Наслідком цього стало призначення Хареса головнокомандуючим. В Афінах Тимофія було притягнуто до суду, за рішенням якого Тимофій був змушений заплатити 100 талантів штрафу і піти у вигнання, він оселився у м. Халкида на Евбеї. Тут 354 року до н. е. він помер. Після цього народні збори зменшили штраф до 10 талантів.

## Родина
- Конон
- донька, дружина Менесфея, сина Іфікрата